# Lunel-Viel
Lunel-Viel är en kommun i departementet Hérault i regionen Occitanien i södra Frankrike. Kommunen ligger i kantonen Lunel som tillhör arrondissementet Montpellier. År 2022 hade Lunel-Viel 4 497 invånare.

## Befolkningsutveckling
Antalet invånare i kommunen Lunel-Viel
Referens:INSEE